# Tatiana Sàvitxeva
Tatiana Nikolàievna Sàvitxeva (rus: Татья́на Никола́евна Са́вичева), coneguda habitualment com a Tània Sàvitxeva, rus: Таня Савичева (Dvorisxe, prop de Gdov, óblast de Leningrad, 23 de gener de 1930-Xatkí, óblast de Gorki, 1 de juliol de 1944) fou una nena diarista russa que va suportar el setge de Leningrad durant la Gran Guerra patriòtica. Durant el setge va registrar en el seu diari les morts de cadascun dels membres de la seva família, amb la convicció que era l'única que quedava amb vida. Va ser posteriorment rescatada i traslladada a l'hospital, on va morir al juliol de 1944. La seva imatge i les pàgines del seu diari es van fer simbòliques del cost humà del setge i és recordada a Sant Petersburg amb un monument memorial sobre el Cinturó Verd de la Glòria, al llarg del Camí de la Vida.

## Biografia
Tània Sàvitxeva era la filla més jove del forner Nikolai Rodiónovitx Sàvitxev i la costurera Maria Ignàtievna Sàvitxeva. El seu pare va morir quan tenia sis anys i va deixar la mare amb cinc fills: tres noies, Tania, Xènia i Nina, i dos nois, Mikhaïl i Lioka. La família tenia previst passar l'estiu del 1941 al país, però la situació va canviar radicalment amb la invasió de la Unió Soviètica per part d'Alemanya el 22 de juny. A excepció de Mikhaïl, que ja havia abandonat la ciutat, tots es van quedar a l'assetjada Leningrad, treballant per a l'exèrcit. La mare cosia els uniformes, Lioka treballava a les Drassanes de l'Almirallat, Xénia a la fàbrica de municions, Nina en la construcció de defenses. Als onze anys, Tània ja cavava trinxeres i col·locava bombes.
Un dia Nina va anar a treballar i mai va tornar. Aquell dia hi va haver un fort bombardeig i, aparentment, la família va creure que Nina havia mort, sense saber que Nina, juntament amb tota l'empresa on treballava, havia estat evacuada precipitadament pel llac Làdoga a la "Gran Terra". Després d'uns dies de dolor, Tània va obtenir el bloc de notes de Nina de la seva mare, que més tard es convertiria en el diari de Tània. Anteriorment, Tània havia escrit un diari que, no obstant això, va ser víctima de l'estufa durant el fred hivern, quan no hi havia res més disponible per escalfar-se.
La primera entrada té data del 28 de desembre. Cada dia, Xènia s'aixecava quan a fora encara era fosc. Caminava set quilòmetres fins a la fàbrica on treballava en dos torns cada dia i fabricava mines. Quan sortia de treballar donava sang. El seu feble cos no va poder suportar la tensió i finalment va morir a la feina. A continuació, l'àvia Ievdókia Grigórievna va morir, i després Lioka. Després l'oncle Vàssia i l'oncle Lioixa. La mare fou l'última. En aquest moment, Tània va transmetre el seu diari i va afegir l'últim comentari.
L'agost de 1942, 140 nens de Leningrad, inclosa Tània Sàvitxeva, van ser evacuats a Krasni Bor (Óblast de Gorki). Excepte Tània, tots van sobreviure. Anastàsia Kàrpova, mestra de l'orfenat local, va escriure a Mikhaïl, germà de Tàna, que estava fora de Leningrad el 1941: "La Tània ara mateix és viva, però no es veu sana. Un metge que recentment l'ha visitada diu que està molt malalta. Necessita pau, atenció especial, nutrició, un clima millor i, sobretot, afecte maternal afectuós". El maig de 1944, Tània va ingressar a l'hospital Xatkovski, on va morir un mes més tard, l'1 de juliol de 1944 de tuberculosi intestinal (altres versions diuen que fou a causa d'una encefalitis).
Segons algunes fonts, el diari de Tània Sàvitxeva va aparèixer en els judicis de Nuremberg com un dels documents acusatoris contra els criminals nazis. Alguns autors qüestionen aquestes dades. Per exemple, L. N. Markova creu que si això fos així, el diari s'hauria quedat a Nuremberg i no s'exhibiria al Museu Estatal d'Història de Sant Petersburg. Nina Sàvitxeva i Mikhaïl Sàvitxev van tornar a Leningrad després de la Segona Guerra Mundial. Mikhail va romandre al front fins al 1944, i a causa de les seves ferides fou desmobilitzat i portat de nou a Leningrad. En record de Tània Sàvitxeva, el seu nom va ser donat al planeta menor "(2127) Tanya", descobert el 1971 per l'astrònoma soviètica Liudmila Txernikh.

## Contingut del diari

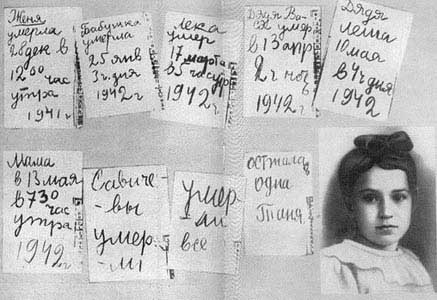
Pàgines del diari

- 28 de desembre de 1941. Xènia va morir a les 12 del matí (28 декабря 1941 года. Женя умерла в 12 часов утра.)
- L'àvia va morir el 25 de gener de 1942, a les 3 de la tarda (Бабушка умерла 25 января 1942-го, в 3 часа дня.)
- Lioka va morir el 17 de març a les 5 del matí (Лёка умер 17 марта в 5 часов утра.)
- L'oncle Vàssia va morir el 13 d'abril a les 2 del matí (Дядя Вася умер 13 апреля в 2 часа ночи.)
- L'oncle Lioixa, el 10 de maig a les 4 de la tarda de 1942 (Дядя Лёша 10 мая в 4 часа дня.)
- La mare, el 13 de maig a les 7.30 hores del matí de 1942 (Мама — 13 мая в 730 утра.)
- Els Sàvitxev són morts (Савичевы умерли.)
- Tots són morts (Умерли все.)
- Només queda viva la Tània (Осталась одна Таня.)